# Мирабело Монферато
Мирабѐло Монфера̀то (на италиански: Mirabello Monferrato; на пиемонтски: Mirabel, Мирабел) е село и община в Северна Италия, провинция Алесандрия, регион Пиемонт. Разположено е на 124 m надморска височина. Населението на общината е 1395 души (към 2013 г.).